# روبرت روسيت
روبرت روسيت (بالهولندية: Robert Roest)‏ (30 أكتوبر 1969 بسوست في هولندا - ) هو لاعب كرة قدم هولندي في مركز الدفاع. شارك مع منتخب هولندا تحت 21 سنة لكرة القدم. أما مع النوادي، فقد لعب مع أغوف أبيلدورن ونادي أوترخت وبيفيرين وفورتونا سيتارد.

## وصلات خارجية
- روبرت روسيت على موقع قاعدة بيانات كرة القدم.إي يو (الإنجليزية)
- روبرت روسيت على موقع عالم كرة القدم.نت (الإنجليزية)